# São Gregório Barbarigo na Tre Fontane (título cardinalício)
São Gregório Barbarigo na Tre Fontane (em latim: Sancti Gregorii Barbadici ad Aquas Salvias) é um título cardinalício que foi instituído pelo Papa Paulo VI em 5 de março de 1973. A igreja titular deste título é San Gregorio Barbarigo, no quartiere Europa de Roma.

## Titulares protetores
- Maurice Michael Otunga (1973-2003)
- Bernard Louis Auguste Paul Panafieu (2003- 2017)
- Désiré Tsarahazana (2018-)